# دهستان حومه (مه‌ولات)
دهستان حومه نام دهستانی در بخش مرکزی شهرستان مه‌ولات، استان خراسان رضوی در ایران است. براساس سرشماری مرکز آمار ایران در سال ۱۳۸۵، جمعیت آن ۸۶۹۶ نفر (۲۱۷۱ خانوار) بوده‌است.